# Metronomy
I Metronomy sono una band di musica elettronica formata da Joseph Mount a Totnes (Devon, Inghilterra) nel 1999.

## Storia del gruppo
Joseph Mount ha creato "Metronomy" mentre viveva ancora nel Devon, come progetto collaterale alle varie band in cui suonava la batteria. Ha sempre detto che tutte queste band si sarebbero sciolte a causa delle fidanzate. Usando un computer obsoleto vendutogli dal padre, Mount ha iniziato a creare proprie composizioni elettroniche. Il nome Metronomy, col riferimento al metronomo, è stato scelto perché in sintonia con due band che Mount allora ascoltava di frequente, gli Autechre e i Funkstörung.
Dopo essersi spostato a Brighton, il nome di Metronomy inizia a godere di una certa reputazione per le esibizioni dal vivo, a volte di Mount come solista, altre volte accompagnato da Gabriel Stebbing e Oscar Cash, che facevano da band di supporto con il nome di The Food Groups. In seguito, sono stati entrambi incorporati nella band.
Nell'autunno del 2005, i Metronomy hanno pubblicato il loro album di debutto, Pip Paine (Pay the £5000 You Owe). Nei 3 anni successivi, Mount ha creato remix di molti artisti, spesso aggiungendo anche nuovi pezzi vocali e strumentali.
Nel 2008, la band ha pubblicato i singoli "My Heart Rate Rapid", "Holiday", "Heartbreaker", "A Thing For Me" e "Radio Ladio", e l'album "Nights Out", uscito nel settembre di quello stesso anno. Nel maggio del 2009 è stato annunciato, tramite il Myspace della band, che Stebbing avrebbe lasciato la band. Joseph scrisse "È un accordo amichevole, e mi ha assicurato di non pensare di star abbandonando una nave che affonda". Stebbing al momento sta lavorando con la sua band, gli Your Twenties, prodotti da Mount. Nonostante questo, Stebbing è tornato a suonare il basso insieme ai Metronomy per la loro performance al Green Man 2010.
Nel gennaio 2014 esce un nuovo singolo, mentre il quarto album in studio viene pubblicato nel marzo seguente e raggiunge la posizione numero 7 della Official Albums Chart, posizione più alta raggiunta nella loro carriera.
Il 1º luglio 2016 il gruppo pubblica il suo quinto album Summer 08. Il brano che viene diffuso per promuovere l'uscita del disco è Old Skool.

## Formazione

### Formazione attuale
- Joseph Mount - voce, tastiere e chitarra (1999-)
- Anna Prior - batteria, voce (2009-)
- Oscar Cash - sassofono, tastiera e seconda voce
- Gbenga Adelekan - basso, voce (2009-)

### Ex componenti
- Gabriel Stebbing - basso (-2009)

## Discografia

### Album in studio
- 2006 – Pip Paine (Pay The £5000 You Owe) (Holiphonic)
- 2008 – Nights Out (Because Music)
- 2011 - The English Riviera (Because Music)
- 2014 - Love Letters (Because Music)
- 2016 - Summer 08 (Because Music)
- 2019 - Metronomy Forever (Because Music)
- 2022 - Small World (Because Music)

### EP
- 2005 - Wonders (Holiphonic)